# Dvonadstropni avtobus
Dvonadstropni avtobus uradno: »dvopodni avtobus« (ang. double-decker bus), je avtobus, ki ima potniške sedeže v dveh ravneh. Dvonadstropni avtobusi imajo po navadi kapaciteto okrog 90-100 potnikov, kar je dvakrat več od konvencionalnega visokopodnega potovalnega avtobusa.
- Alexander ALX400
- Volvo Olympian
- Neoman A39
- Dvonadstropni avtobusi v Skopju
- Schneider Brillié P2 (levo), dvonadstropna kočija (v sredini)
- Ashko Leyland v Indiji
- Dvonadstropni avtobus v Avstraliji
- Dvonadstropni avtobus (Alexander Dennis Enviro500) v Hong Kongu.

## Primeri dvonadstropnih avtobusov
- AEC K-type
- AEC Q-type
- AEC Regent II
- AEC Regent III
- AEC Regent III RT
- Alexander Dennis Enviro400
- Alexander Dennis Enviro500
- American Double Deckers
- Ashok Leyland Titan
- Ayats Bravo
- Bristol VR
- Beulas Jewel
- Bustech CDi
- Daimler CV serija
- Daimler/Leyland Fleetline
- Dennis Dragon
- Dennis Trident 2
- Dennis Trident 3
- Leyland Atlantean
- Leyland Olympian
- Leyland Titan
- MAN Lion's City DD
- MCW Metrobus
- MCW Metroliner
- MCW/Scania Metropolitan
- Mercedes Benz Paradiso 1800 G7[1]
- Neoplan Jumbocruiser
- Neoplan Megaliner
- Neoplan Skyliner
- Routemaster
- Scania Citywide LFDD
- Scania OmniCity DD
- Scania OmniDekka
- Setra S 228 DT
- Setra S 328 DT
- Setra S 431 DT
- Stallion Bus Double Decker
- Van Hool Astromega TD8/TD9/TDX series
- Volvo B7TL
- Volvo B9TL
- Volvo Mexico[2]
- Volvo Olympian
- Yutong City Master